# 일본갯첨서
일본갯첨서(Chimarrogale platycephalus) 또는 납작머리갯첨서는 땃쥐과에 속하는 포유류의 일종이다. 일본의 고유종이다.

## 같이 보기
- 갯첨서 (동음이의)